# Джули Джонсон
«Джули Джонсон» (англ. Julie Johnson) — американская драма 2001 года режиссёра Боба Госса, основанная на пьесе Венди Хэммонд.

## Сюжет
Джули Джонсон — домохозяйка из Нью-Джерси, жена и мать двоих детей. Она живёт однообразной, скучной жизнью, но желание узнать что-то больше толкает её покупать научно-популярные журналы и смотреть образовательные передачи. Стремление к новым знаниям приводит её на учёбу в компьютерный класс местного колледжа. Узнав об этом, муж считает, что она помешалась. Джули выгоняет его из дома.
Клэр, лучшая подруга Джули, вдохновлена её поступком и тоже бросает мужа. Поскольку ей некуда податься, то она переезжает к подруге. Джули уговаривает её ходить вместе с ней на учёбу. Клэр, привлеченная скорее новизной происходящего, чем собственными желаниями, соглашается. Новая жизнь становится ещё более нестандартной, когда Джули признается в чувствах к Клэр. У женщин начинается роман.
Однако становится ясно, что дальнейшие пути подруг расходятся. Джули всё больше погружается в учёбу, в которой достигает серьёзных успехов. Клэр осознаёт, что ей это не интересно. К тому же про их связь становится известно друзьям и знакомым. Клэр, желая сохранить свою жизнь от сильных изменений, уходит от Джули.

## Актёрский состав
| В ролях        |  | Персонаж                  |
| -------------- |  | ------------------------- |
| Лили Тейлор    |  | Джули Джонсон             |
| Кортни Лав     |  | Клэр                      |
| Ноа Эммерих    |  | Рик Джонсон, муж Джули    |
| Миша Бартон    |  | Лиза Джонсон, дочь Джули  |
| Гидеон Джекобс |  | Френки Джонсон, сын Джули |

## Награды
Фильм получил следующие награды:
| Награды                                                | Награды | Награды          | Награды                               | Награды    |
| ------------------------------------------------------ | ------- | ---------------- | ------------------------------------- | ---------- |
| Фестиваль / Премия                                     | Год     | Награда          | Категория                             | Победитель |
| Кинофестиваль «Аутфест»                                | 2001    | Grand Jury Award | Outstanding Actress in a Feature Film | Кортни Лав |
| Philadelphia International Gay & Lesbian Film Festival | 2001    | Jury Prize       | Best Feature — Lesbian                | Боб Госс   |